# Джадж, Роберт Эммет
Роберт Эммет Джадж (англ. Robert Emmett Judge; 11 мая 1933, Бруклин, Нью-Йорк — 11 сентября 2001, Всемирный торговый центр 1, Нью-Йорк) — католический священник, состоявший в ордене францисканцев (Орден малых братьев), капеллан Пожарного департамента Нью-Йорка. Первая зарегистрированная жертва террористических актов 11 сентября.

## Детство
Роберт Эммет (Майкл) был сыном ирландских католических эмигрантов из графства Литрим. Вырос вместе со своей сестрой близнецом Димпной и старшей сестрой Эрен в Бруклине, во времена Великой Депрессии. Его сострадание к бедным проявилось ещё в малом возрасте. Он часто отдавал свои карманные деньги нищим на улице.
В шесть лет он стал свидетелем мучительной и болезненной смерти своего отца. Тогда ему пришлось подрабатывать чистильщиком обуви на Пенсильванском вокзале. Работая там, он часто заходил в церковь Св. Франциска Ассизского на 31 улице. Позднее он решил: «Я понял, что меня не волнуют материальные дела… Я тогда уже понял, что хочу быть монахом».

## Францисканский орден младших братьев
В 1948 г., когда Роберту Эммету было 15 лет, он начинает входить во францисканскую общину: проходит обучение в семинариях Нью-Йорка, Нью-Джерси и Нью-Гэмпшира и получает степень бакалавра в университете св. Бонавентура. После своего обучения он рукопологается в священника в Колледже Святого Имени в г. Вашингтон (округ Колумбия) в 1961 г. Войдя во Францисканскую общину, он принимает новое имя Майкл, а позже поменяет его на Микейл.
С 1961 по 1986 гг. он служит священником в церквях Бостона и штата Нью-Джерси. Три года он работает помощником директора колледжа Сиена в Лоудонвилле (штат Нью-Йорк). В 1971 г. отец Майкл становится алкоголиком, хотя до этого склонностей к алкоголизму он не проявлял. В 1978 г. с помощью общества анонимных алкоголиков он излечивается от алкоголизма и с тех пор помогает другим алкоголикам рассказывая о своём опыте избавления от зависимости. В 1986 г. его переводят в монастырь св. Франциска (Нью-Йорк), где он работал до своей смерти.
В 1992 г. отца Майкла назначают капелланом отдела пожарной безопасности Нью-Йорка. В качестве капеллана он поддерживал людей на пожарах, спасательных операциях, в больницах, консультировал пожарных. Порой в таких ситуациях приходилось работать по 16 часов в день. «Все его служение было наполнено любовью. Майкл любил пожарный отдел, и они его любили. Он был членом Американской Федерации наёмных сотрудников, крупнейшая в США организация по защите прав рабочих».
Отец Майкл в Нью-Йорке занимался проблемами бездомных, голодающих, алкоголиков, людей, живущих с ВИЧ, больных, эмигрантов, ЛГБТ-сообщества и всех тех, кого чуждается церковь и общество.
Однажды, идя по улице зимой, он увидел нищенку. Он снял с себя пальто и отдал ей. Позже он сказал, что ей оно было нужней. Ещё один из случаев, описанный в фильме «Святой 9/11»: к отцу Майклу пришёл человек с диагнозом СПИД и спросил «Как вы думаете, Бог меня меня ненавидит?». В ответ на это отец Майкл просто обнял и поцеловал этого человека, пожав ему руку.
Ещё при жизни отца Майкла многие считали святым за его благотворительную деятельность и глубокую духовность. Когда он молился, он «так погружался в Бога так словно входил в какой-то транс, не замечая как проходят часы». «Он достиг необычайной степени воссоединения с Господом. Мы знали, что имеем дело с человеком, напрямую связанным с Богом», — сказал о погибшем отце Майкле его духовный консультант-отец Джон МакНил.

## Всемирный торговый центр, 11 сентября 2001 года
Как только отец Майкл услышал о том, что Всемирный торговый центр подвергся удару, он тут же отправился на место событий. Его встретил мэр Нью-Йорка Рудольф Джулиани и попросил помолиться о городе и о жертвах. Он совершил молитвенное напутствие перед смертью для нескольких смертельно раненных, которые лежали на улице. Затем он вошёл в холл торгового центра северной башни, где был организован пункт скорой помощи, там он оказывал помощь и молился за раненых и погибших.
В 9.59 11 сентября 2001 года началось обрушение южной башни. Её обломки падали на холл северной башни, нанося находившимся там людям смертельные травмы. Как пишет биограф отца Майкла и журналист New York Post Майкл Дали, в тот момент отец Майкл громко молился: «Иисус, останови это прямо сейчас, Господи, останови это».
Вскоре после его смерти лейтенант полиции, который находился под завалами, нашёл тело отца Майкла. Вместе с двумя спасателями и двумя гражданскими они перенесли тело отца Майкла в ближайшую церковь Святого Петра. Этот момент вошёл в документальный фильм «9/11». Кадры этой сцены были названы газетой Philadelphia Weekly пьетой 11 сентября 2001 года.
Отцу Майклу был присвоен номер 0001 как первой зарегистрированной жертве террористических актов 11 сентября 2001 года.

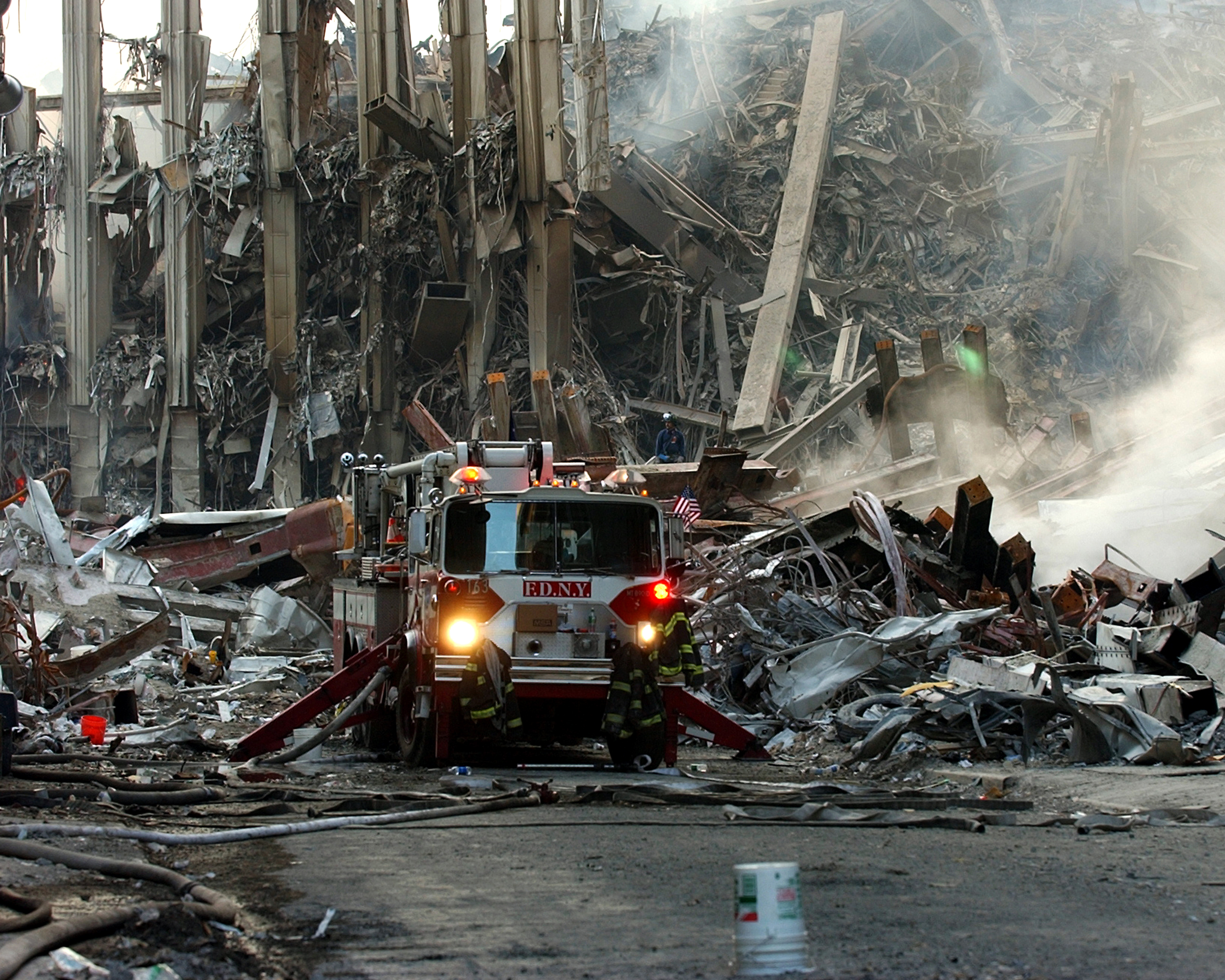
Обломки башен близнецов

## Похороны и чествование

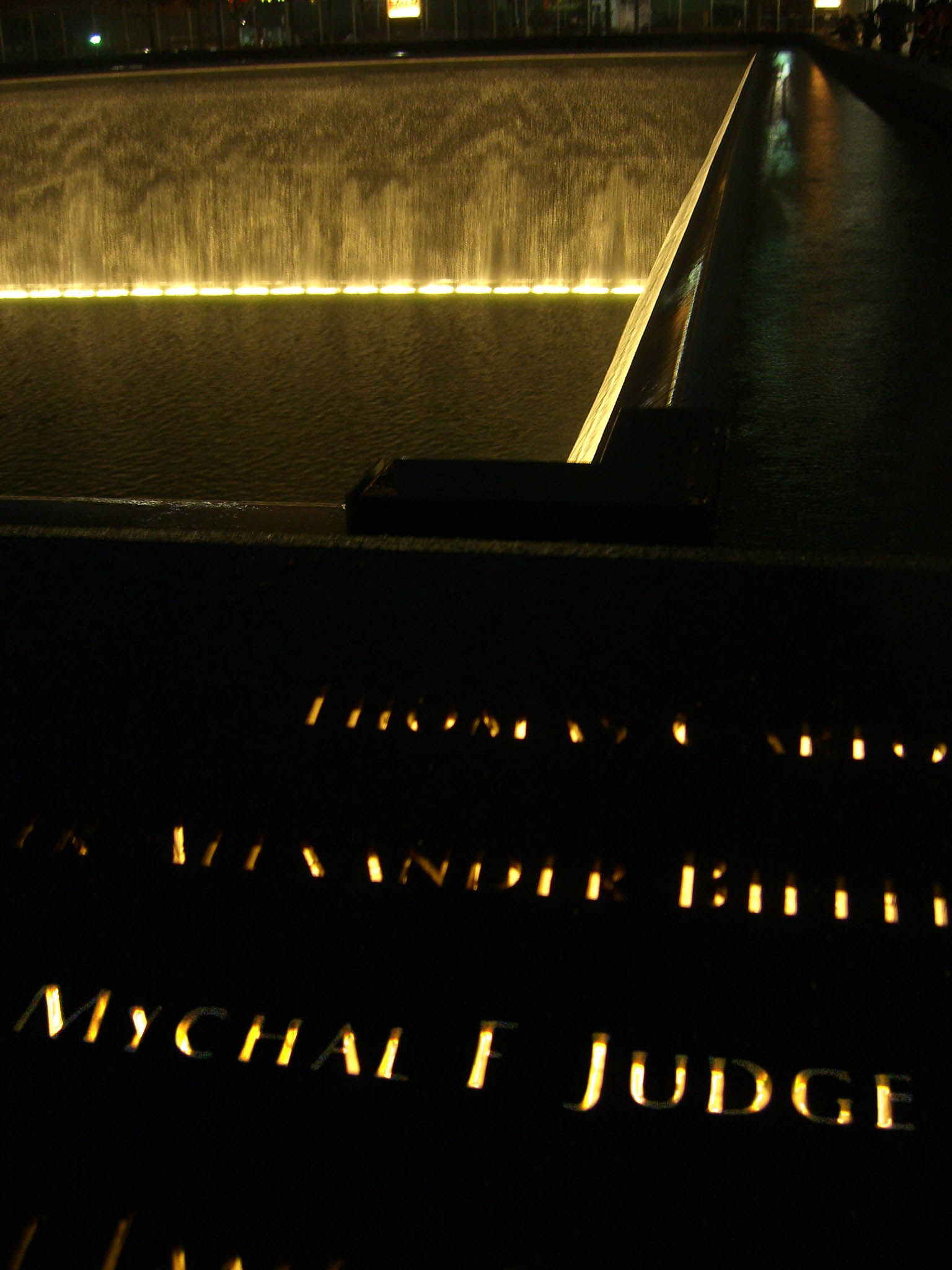
Имя отца Майкла на мемориальной доске

Около 3000 человек присутствовало на похоронах отца Майкла 15 сентября 2001 года в церкви св. Франциска в Манхэттене. Бывший президент США Билл Клинтон, присутствовавший на похоронах сказал: «Его смерть — это особая потеря. Мы должны воспринимать его жизнь как пример для подражания. Мы должны походить больше на отца Майкла нежели на тех, кто его убил».
Многие с тех пор призывали к канонизации отца Майкла, хотя от официального Ватикана никаких стремлений к этому не было зафиксировано. Католическая американская православная церковь признала его святым. Многие католические проповедники признают его святым де-факто.
После теракта пожарная каска отца Майкла была вручена Папе Римскому Иоанну Павлу II. Правительство Франции наградило отца Майкла орденом Почётного Легиона. Также Майкл Джадж был номинирован на президентскую медаль свободы и золотую медаль Конгресса США. Часть улицы, на которой Майкл Джадж работал чистильщиком обуви и служил в церкви пастором, была переименована в его честь. Имя Майкла Джаджа получил один из пароходов Нью-Йорка.
В 2002 году Конгресс США одобрил законодательный акт, носивший имя Майкла Джаджа. Документ уравнивал в правах на получение субсидий партнёров, состоявших в однополых браках, с полицейскими и пожарными, которые погибли во время выполнения службы.
В честь Майкла Джаджа был установлен памятник в его родной деревне в Ирландии. Также о нём снят фильм Святой 9/11, повествующей о жизни отца Майкла. озвучивал фильм сэр Иан МакКеллен. Ирландская группа Back47 выпустила песню в честь Майкла Джаджа «Mychal».
Каждое воскресенье, предшествующее 11 сентября, в Нью-Йорке проводится марш памяти Майкла Джаджа. Он начинается с церкви, где служил отец Майкл, и заканчивается местом крушения башен-близницов. Каждое 11 сентября в Бостоне проводится месса в память о Майкле Джадже. Имя Майкла Джаджа увековечено в мемориальном комплексе, посвящённом событиям 11 сентября 2001.

## Сексуальная ориентация
После смерти Майкла Джаджа несколько его друзей и знакомых раскрыли информацию о том, что он был геем. При этом подчёркивалось, что Джадж соблюдал целибат, будучи монахом. Томас Фон Эссен комиссар противопожарной службы говорил об отце Майкле: «Я действительно знал о его гомосексуальности. Я хранил это в тайне. Он мне сам об этом сообщил. Мы часто смеялись над этим и над тем, как сложно было бы другим пожарным принять это просто как это сделал я. Он был необыкновенным, добрым и искренним человеком. Тот факт, что он был геем, не имел к этому никакого отношения».
Факт гомосексуальности отца Майкла пытался оспорить адвокат Деннис Линч в статье, опубликованной на католическом сайте catholic.org. Он утверждал, что попытки прикрепить Майклу Джаджу ярлык гея является попыткой ЛГБТ-активистов совершить нападки на церковь и превратить священника в гей-икону.
Майкл Джадж являлся членом католической ЛГБТ-организации DignityUSA, которая выступала за изменение и пересмотр позиции католической церкви в отношении ЛГБТ-сообщества. В 1986 году Ватикан издает особый указ, в котором резко осуждает гомосексуальность. После церковь отказывается опекать DignityUSA. Тогда отец Майкл берет под опеку своей церкви людей, больных СПИДом, которых курировала опальная организация. Таким образом Майкл Джадж нарушил указ Ватикана.
Своё несогласие с официальной позицией Ватикана в отношении гомосексуальности Майкл Джадж обозначил так: «Неужели в мире так много любви, что мы можем себе позволить роскошь отвергать какую-либо любовь?».